# Paul Emery
Paul Emery, född 12 november 1916 i Chiswick, London, död 3 februari 1993 i Epsom, Surrey, var en brittisk racerförare och formelbilskonstruktör. 
Paul Emery började bygga små formel 3-bilar med 500-kubiksmotorer efter andra världskriget under namnet Emeryson, tillsammans med sin far George. Han tävlade sedan själv med dem. Paul Emery var full av innovativa lösningar men saknade allt som oftast ekonomiska resurser att utveckla sina idéer.
I mitten av 1950-talet utvecklade Emery en formel 2-bil som han även körde i grand prix-tävlingar utanför VM. Emerys enda start i formel 1-VM blev i Storbritannien 1956. Han försökte även utan framgång kvala in till Monaco 1958 för B C Ecclestone.
Emery byggde senare Formel Junior-bilar under namnet Elfin tillsammans med sonen Peter och var även inblandad i Shannon F1.

## F1-karriär
| Säsong | Stall/Tillverkare          | Poäng | Placering |
| ------ | -------------------------- | ----- | --------- |
| 1956   | Emeryson                   | 0     | -         |
| 1958   | B C Ecclestone (Connaught) | 0     | -         |